# Pokédex 3D
Pokédex 3D (ポケモン立体図鑑ＢＷ, Pokémon 3D Picture Book BW) é um jogo eletrônico para o Nintendo 3DS. Disponível gratuitamente a partir da Nintendo eShop, em Junho de 2011, o aplicativo é um Pokédex focado em Pokémons da quinta geração.
Durante a Nintendo Direct de 21 de abril de 2011, foi anunciado uma sequência intitulada Pokédex 3D Pro (ポケモン全国図鑑, Pro Pokémon National dex Pro). O jogo está disponível no Japão a partir de 14 de julho de 2012 e não tem Pokémons pertencentes à região de Unova.

## Jogabilidade
O jogo se parece com um Pokédex que contém as informações de 16 Pokémons na região de Unova:  Snivy, Servine, Serperior, Tepig, Pignite, Emboar, Oshawott, Dewott, Samurott, Audino, Scraggy, Minccino, Emolga, Foongus, Axew e Hydreigon.
Você pode expandir a Pokédex usando SpotPass ou Data Matrix e observar o Pokémon em 3D usando a realidade aumentada.
Dos 156 Pokémons da quinta geração estão presentes 153. Ausente é o Pokémons lendários Keldeo, Meloetta e Genesect.

## Sequência
Em Pokédex 3D Pro tem itens 727 são diferentes no Pokédex relacionada com o Pokémon pertencentes às cinco gerações. Os Pokémons lendários Meloetta e Genesect, e movimentos Cantoantico e Tecnobotto estão disponíveis, digitando os códigos.